# Controversia del cálculo

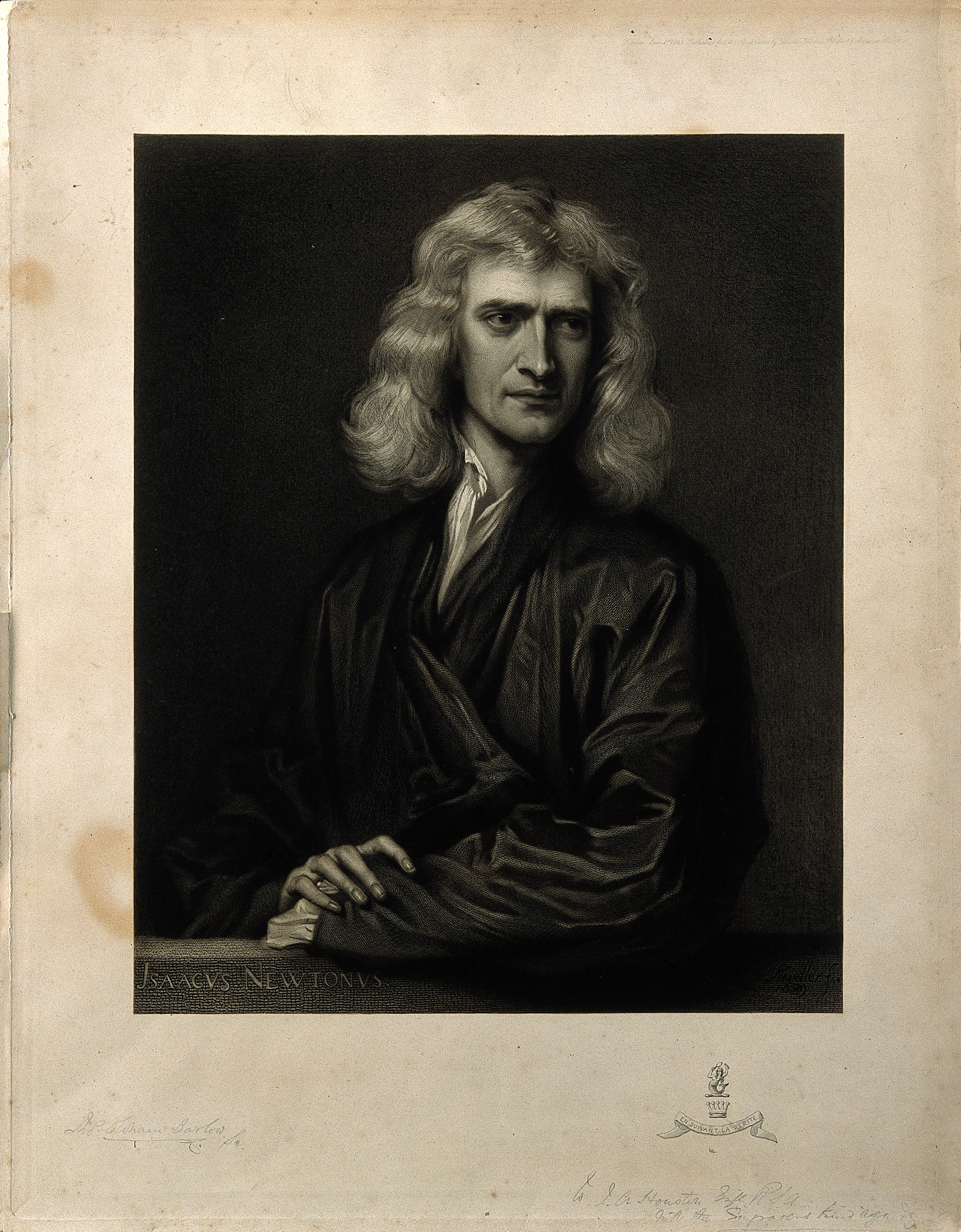
Sir Isaac Newton

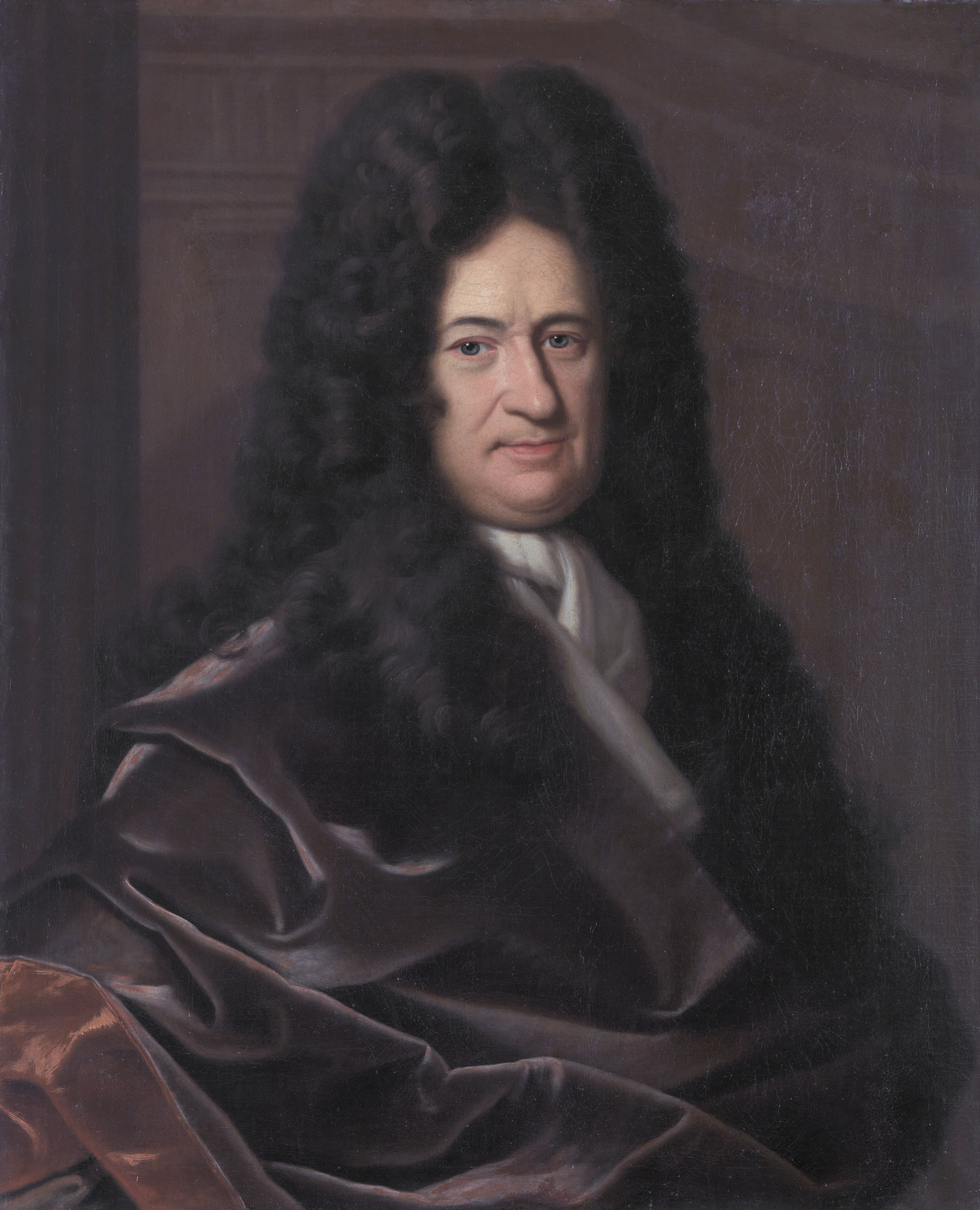
Gottfried Wilhelm von Leibniz

La conocida como controversia del cálculo fue una discusión entre dos matemáticos del siglo XVII, Isaac Newton y Gottfried Leibniz (principalmente mantenida por sus discípulos) acerca de cuál de ellos fue quien inventó el cálculo infinitesimal. Esta disputa comenzó a surgir alrededor de 1699 y estalló con mucha fuerza en 1711.
Por un lado, Newton afirmaba que él había comenzado a trabajar en una forma de cálculo (que llamó "método de fluxiones y fluentes") en el año 1666, cuando tenía 23 años, pero que no lo publicó hasta muchos años después, como una anotación de menor importancia en una de sus publicaciones. Mientras, Leibniz sostenía que comenzó a trabajar en una variante del cálculo en el año 1674, y que recién en 1684 publicó su primer trabajo referido al tema. 
La demora en la publicación de las ideas de Newton se debió a que no quedó completamente satisfecho con las justificaciones matemáticas, porque era consciente de la debilidad teórica de los infinitesimales. En consecuencia reformuló su teoría que se denominó «geometría de los fluyentes y las fluxiones», que basó en la geometría tradicional, en donde introdujo elementos que lo acercaron a lo que hoy en día conocemos como Cálculo. Aunque sí explicó la interpretación geométrica del cálculo, no explicó su notación fluxional para el cálculo hasta 1693.
En el año 1696, el matemático francés L'Hôpital publicó Analyse des infiniment petits pour l'intelligence des lignes courbes, siendo el primer libro de texto de cálculo diferencial que se escribió. En él reconoció las contribuciones de Newton, pero también remarcó que el método de Leibniz era mucho más fácil y rápido de entender debido a la notación que utilizaba. Esto último llevó a L´Hopital a sostener que lo expuesto por Newton en su libro Principia era casi en su totalidad el cálculo desarrollado por Leibniz.

## Antecedentes
Los últimos años de la vida de Leibniz, 1710-1716 fueron amargados por una larga controversia con John Keill, Newton y otros, sobre si Leibniz había descubierto el cálculo independientemente de Newton, o si simplemente había inventado otra notación para ideas que eran fundamentalmente de Newton. El aspecto más notable de esta lucha fue que ningún participante dudó por un momento que Newton ya había desarrollado su método de fluxiones cuando Leibniz empezó a trabajar en el cálculo diferencial. Sin embargo, no había aparentemente ninguna prueba más allá de la palabra de Newton.
El cálculo infinitesimal se puede expresar en la notación de fluxiones o en la notación diferencial, o también se puede expresar de forma geométrica, como lo hizo Newton en los Principia de 1687. Newton empleó fluxiones ya en 1666, pero no publicó nada de su notación hasta 1693. El primer uso de los diferenciales en los cuadernos de Leibniz puede remontarse a 1675, y también empleó esta notación en una carta de 1677 dirigida a Newton. La notación diferencial apareció además en las memorias de Leibniz de 1684.
La afirmación de que Leibniz inventó el cálculo independientemente de Newton se basa en el hecho de que Leibniz:
1. Publicó una descripción de su método algunos años antes de que Newton publicara algo de fluxiones.
2. Siempre alude al descubrimiento como su propia invención. Esta declaración fue indiscutible por algunos años.
3. Debido a su trayectoria disfrutaba de la fuerte presunción de que actuaba de buena fe.
4. Demostró en sus papeles privados su desarrollo de las ideas del cálculo de una manera independiente de la trayectoria tomada por Newton.

Según los detractores de Leibniz, para refutar este caso era suficiente demostrar que:
1. Vio algunos de los papeles de Newton sobre el tema antes de 1675 o a lo sumo en 1677.
2. Obtuvo las ideas fundamentales del cálculo de esos papeles. Ellos ven irrelevante el hecho de que la alegación de Leibniz fuera indiscutible durante algunos años.

No se trató de refutar la premisa 4, ya que no se conocía en el momento; pero es la que ofrece la más fuerte de las evidencias de que Leibniz llegó al cálculo independientemente de Newton. Esta evidencia, sin embargo, sigue siendo cuestionable basándose en el descubrimiento de una investigación que sostiene que Leibniz modificó las fechas y cambió los fundamentos de sus notas "originales". No solo en este conflicto intelectual, sino en varios otros (también publicó  calumnias 'anónimas' de Newton respecto a la controversia, que en un principio, negó ser el autor de las mismas). Sin embargo, las notas de Leibniz expuestas a la investigación muestran como él llegó primero a la integración, que vio como una generalización de la suma de las series infinitas, mientras que Newton comenzó a partir de las derivadas. Sin embargo, suponer que el desarrollo del cálculo fue totalmente independiente entre las obras de Newton y Leibniz es falso, debido de que ambos tenían algún conocimiento de los métodos del otro (aunque Newton hizo desarrollar la mayoría de los fundamentos antes de que Leibniz empezara). De hecho trabajaron juntos en algunos aspectos, en particular, en las series de potencias, como se muestra en una carta a Henry Oldenburg de fecha 24 de octubre de 1676 donde Newton comenta que Leibniz había desarrollado una serie de métodos, uno de los cuales era nuevo para él. Tanto Leibniz como Newton pudieron ver, por este intercambio de cartas, que el método del otro era muy próximo al cálculo, pero solo Leibniz se delató con ello, en una publicación, al mencionarlo.
Que Leibniz viera algunos de los manuscritos de Newton había sido siempre probable. En 1849, C. I. Gerhardt, al pasar por los manuscritos de Leibniz, encontró extractos de la obra de Newton «De Analysi per æquationes numero terminorum infinitas» (publicado en 1704 como parte de la De Quadratura curvarum pero que también circuló previamente entre algunos matemáticos a partir de que Newton le diera una copia a Isaac Barrow en 1669 y que Barrow se la enviara a John Collins). La existencia de estos extractos habían sido previamente insospechada, dado que las mismas están reescritas con la notación diferencial de Leibniz. De ahí que cuando se encontraron los extractos, se convirtieron en lo más importantes. Se sabe que una copia del manuscrito de Newton había sido enviada a Ehrenfried von Tschirnhaus en mayo de 1675, una época en la que él y Leibniz eran colaboradores; no es imposible que estos extractos se hicieran entonces. También es posible que ellos puedan haber ocurrido en 1676, cuando Leibniz discutió el análisis por series infinitas con Collins y Oldenburg. Es a priori probable que le hubieran mostrado el manuscrito de Newton sobre el tema, copia que uno, o ambos,  seguramente poseían. Por otro lado se puede suponer que Leibniz hizo dichos extractos de la copia impresa durante o después de 1704 . Poco antes de su muerte, Leibniz admitió en una carta al abad Antonio Schinella Conti, que en 1676 Collins le había mostrado algunos de los papeles de Newton, pero Leibniz también implicó que eran de poco o ningún valor. Es de suponer que se refería a las cartas de Newton del 13 de junio y 24 de octubre de 1676, y en la carta de 10 de diciembre de 1672, con el método de la tangente, extractos de la que acompañó a la carta de 13 de junio.
Si Leibniz utilizó el manuscrito de la que había copiado extractos, o si él había inventado previamente el cálculo, son cuestiones sobre las que no hay evidencia directa disponible en la actualidad. Sin embargo, es importante señalar que los documentos no publicados inéditos muestran que Newton fue muy cuidadoso en toda la controversia en 1711, él identificó este manuscrito como uno de los que probablemente habían caído en las manos de Leibniz. En ese momento no había pruebas directas de que Leibniz había visto este manuscrito antes de que se imprimiese en 1704; por lo tanto, la conjetura de Newton no fue publicada. Pero el descubrimiento de Gerhardt, de una copia hecha por Leibniz, tiende a confirmar su exactitud. Quienes cuestionan la buena fe de Leibniz alegan que a un hombre de su capacidad, el manuscrito, especialmente si estaba complementado por la carta de 10 de diciembre de 1672, bastó para darle una pista en cuanto a los métodos de cálculo. A partir del trabajo de Newton en cuestión donde se emplea la notación fluxional, cualquier persona podría construir algo similar inventando una nueva notación, pero algunos niegan esto.

## Desarrollo
En 1696, ya algunos años más tarde de los eventos que se convirtieron en el tema de la disputa, la posición todavía parecía potencialmente pacífica: Newton y Leibniz habían hecho reconocimientos limitados del trabajo del otro, y el 1696 el libro de L'Hôpital sobre el cálculo con un punto de vista leibniziano también había reconocido la obra de Newton publicada en el año 1680 como «casi todo sobre este cálculo» (presque tout de ce calcul), mientras que expresó su preferencia por la comodidad de la notación de Leibniz.
Al principio, no había razón para sospechar la buena fe de Leibniz. En 1699, Nicolas Fatio había acusado a Leibniz de plagiar a Newton. No fue sino hasta la publicación en 1704 de una revisión anónima de los caminos de la cuadratura de Newton, la cual implica que Newton había tomado la idea del cálculo de Leibniz, que cualquier matemático responsable dudaba de que Leibniz había inventado el cálculo independientemente de Newton. Con respecto a la revisión del trabajo de cuadratura de Newton, todos admiten que no había ninguna justificación o autoridad de las declaraciones realizadas en el mismo, que se atribuyeron correctamente a Leibniz. Pero el debate posterior llevó a un examen crítico de toda la cuestión y surgieron las dudas: ¿la idea fundamental que tenía Leibniz derivó del cálculo de Newton? El caso en contra de Leibniz, como publicaron los amigos de Newton, se resume en la Commercium epistolicum de 1712, que hace referencia a todas las denuncias. Ese documento fue fabricado completamente por Newton.
No existe el resumen (con hechos, fechas y referencias) del caso de Leibniz hecho por sus amigos; pero Johann Bernoulli intentó debilitar la evidencia indirecta atacando el carácter personal de Newton en una carta de fecha 7 de junio de 1713. Cuando se le presiona para que diera una explicación, Bernoulli solemnemente negó haber escrito la carta. Al aceptar la negación, Newton añadió en una carta privada a Bernoulli donde le reclama las razones por la cual él tomo parte en la controversia. 

Yo nunca he comprendido mi fama en las naciones extranjeras, pero estoy muy deseoso de preservar mi carácter de honesto, que el autor de esa carta, como si fuera un gran juez, había tratado de arrebatarme. Ahora que soy viejo, tengo poco placer en los estudios matemáticos, y nunca he tratado de propagar mis ideas por el mundo, sino más bien he tenido cuidado de no involucrarme en disputas a causa de ellas.

Leibniz explicó su silencio de la siguiente manera, en una carta a Conti de fecha 9 de abril de 1716:

Con el fin de responder punto por punto a toda la obra publicada en mi contra, tendría que entrar en muchos detalles de lo ocurrido hace treinta, cuarenta años atrás, de los que recuerdo poco: tendría que buscar mis viejas cartas, de los cuales muchas están perdidas. Por otra parte, en la mayoría de los casos no guardé una copia, y cuando lo hice, la copia está enterrada en un gran montón de papeles, que podría ordenar únicamente con tiempo y paciencia. He disfrutado poco de tiempo libre, siendo desperdiciado en los últimos tiempos con ocupaciones de naturaleza totalmente diferente.

Si bien la muerte de Leibniz puso fin temporalmente a la polémica, el debate se mantuvo durante muchos años.
Para los partidarios acérrimos de Newton se trataba de la palabra de Leibniz contra varios contrarios, con algunos detalles sospechosos. Su posesión no reconocida de una copia de parte de uno de los manuscritos de Newton puede ser explicable; pero parece que en más de una ocasión, Leibniz deliberadamente alteró o añadió a los documentos importantes (por ejemplo, la carta del 7 de junio de 1713, en el Charta Volans, y en la de 8 de abril de 1716, en el Acta Eruditorum), antes de la publicación de ellas, y falsificó una fecha en un manuscrito (1675 siendo alterado para 1673). Todo esto pone en duda su testimonio.
Varios puntos deben tenerse en cuenta. La destreza intelectual de Leibniz, como lo demuestran sus otros logros, que tenía más de las necesarias habilidades para inventar el cálculo. Él está acusado de haber recibido una serie de sugerencias en vez de un esbozo del cálculo; es posible que no publicó sus resultados de 1677 hasta 1684 y que la notación diferencial fue su invención, Leibniz pudo haber minimizado, 30 años después, que no obtuvo beneficio de la lectura de la obra de Newton en el manuscrito. Por otra parte, él pudo haber visto la cuestión irrelevante de quién originó el cálculo cuando comprendió el poder expresivo de su notación.
En cualquier caso, hubo un evento que contaminó todo el asunto desde el principio. La Royal Society estableció un comité para pronunciarse sobre el conflicto de prioridades, en respuesta a una carta que había recibido de Leibniz. Ese comité nunca pidió a Leibniz dar su versión de los hechos. El informe de la comisión, a favor de Newton, fue escrito por el propio Newton y publicado como "Commercium epistolicum" (mencionado anteriormente) a principios de 1713. Pero Leibniz no lo vio hasta el otoño de 1714.
La opinión predominante en el siglo XVIII estaba en contra de Leibniz (en Gran Bretaña, no en el mundo de habla alemana). Hoy el consenso es que Leibniz y Newton de forma independiente inventaron y describieron el cálculo en Europa en el siglo XVII.
Sin duda fue Isaac Newton quien primero ideó un nuevo cálculo infinitesimal y elaboró un algoritmo ampliamente extensible, cuyas potencialidades se entiende completamente; de igual certeza, el cálculo diferencial e integral, la fuente de grandes acontecimientos que fluyen continuamente desde 1684 hasta nuestros días, fue creado independientemente por Gottfried Leibniz. (Hall, 1980: 1)

A pesar de [...] puntos de semejanza, los métodos [de Newton y Leibniz] son profundamente diferentes, así que priorizar el rol de cada uno es una tontería. (Grattan-Guinness 1997: 247)

Por otra parte, otros autores han hecho hincapié en las equivalencias y traducibilidad mutua de los métodos: aquí N. Guicciardini (2003) parece confirmar a L'Hôpital (1696) (ya citado):

Las escuelas de Newton y Leibniz compartieron un método matemático común. Adoptaron dos algoritmos, el método analítico de fluxiones, y el cálculo diferencial e integral, que eran traducibles uno en el otro. (Guicciardini 2003, en la página 250)